# Onthophagus gracilipes
Onthophagus gracilipes là một loài bọ cánh cứng trong họ Bọ hung (Scarabaeidae).